# لوتشيانو كورديرو
لوتشيانو كورديّرو (بالبرتغالية: Luciano Cordeiro‏) هو جغرافي ومؤرخ وكاتب برتغالي، ولد في 21 يونيو 1844 في ميرانديلا في البرتغال، وتوفي في 24 ديسمبر 1900 في لشبونة في البرتغال.